# Каменка (Боковский район)
Каменка — хутор в Боковском районе Ростовской области. Входит в состав Краснокутского сельского поселения.

## Население
| 1989 | 2002 | 2010 |
| ---- | ---- | ---- |
| 205  | ↘168 | ↘151 |

## Достопримечательности
Территория Ростовской области была заселена еще в эпоху неолита. Люди, жившие на древних стоянках и поселениях у рек, занимались в основном собирательством и рыболовством. Степь для скотоводов всех времён была бескрайним пастбищем для домашнего рогатого скота. От тех времен осталось множество курганов с захоронениями жителей этих мест.
Поблизости от территории хутора Каменка Боковского района расположено несколько достопримечательностей — памятников археологии. Они охраняются в соответствии с Федеральным законом от 25.06.2002 № 73-ФЗ «Об объектах культурного наследия (памятниках истории и культуры) народов Российской Федерации», Областным законом от 22.10.2004 № 178-ЗС «Об объектах культурного наследия (памятниках истории и культуры) в Ростовской области», Постановлением Главы администрации РО от 21.02.97 № 51 о принятии на государственную охрану памятников истории и культуры Ростовской области и мерах по их охране и др.
- Курганная группа «Каменка I» из 3 курганов. Расположена на расстоянии около 3,7 км к северо-западу от хутора Каменка.
- Курганная группа «Каменка II» (3 кургана). Расположена на расстоянии около 4,0 км к северо-востоку от хутора Каменка.
- Курганная группа «Каменка III» (2 кургана). Расположена на расстоянии около 4,3 км к востоку от хутора Каменка[4].